# Un homme fort
Pour plus de détails, voir Fiche technique et Distribution.
Un homme fort (Mocny człowiek) est un film polonais réalisé par Henryk Szaro, sorti en 1929.
C'est l'adaptation du roman du même nom de Stanisław Przybyszewski.

## Fiche technique
- Titre original : Mocny człowiek
- Titre français : Un homme fort
- Réalisation : Henryk Szaro
- Scénario : Jerzy Braun et Henryk Szaro d'après la roman de Stanisław Przybyszewski
- Direction artistique : Hans Rouc
- Photographie : Giovanni Vitrotti
- Montage : Henryk Szaro
- Pays d'origine : Pologne
- Format : Noir et blanc - 35 mm - Film muet
- Genre : drame, thriller
- Durée : 77 minutes
- Date de sortie :
  - Pologne : 2 octobre 1929

## Distribution
- Gregori Chmara : Henryk Bielecki
- Agnes Kuck : Lucja
- Julian Krzewinski : Ligeza
- Maria Majdrowicz : Nina
- Artur Socha : l'écrivain Jerzy Górski
- Stanisława Wysocka : la grand-mère de Bielecki
- Bolesław Mierzejewski : responsable du théâtre
- Janina Romanówna : Nastka Zegota
- Aleksander Zelwerowicz : éditeur
- Jan Kurnakowicz : secrétaire de l'éditeur
- Tadeusz Fijewski: porteur d'hôtel